# Aven du Rousti
Pour les articles homonymes, voir Rousti et Aven (homonymie).
L'aven du Rousti est un gouffre situé sur le plateau d'Albion dans la commune de Simiane-la-Rotonde, département des Alpes-de-Haute-Provence.

## Spéléométrie
La profondeur de l’aven du Rousti est de 63 m, pour un développement d'environ 300 m,

## Géologie et karstologie
L’aven s'ouvre dans les calcaires du Bédoulien.
L'aven du Rousti est situé en bordure de la dépression de Saint-Christol sur un replat incisé par des vallons. La galerie fossile située à la cote -20 m (alt. 825 m) présente des cupules sur les parois, dont le sens va de l’est vers l’ouest, ainsi que des coupoles notamment au droit des fractures. Ces fractures ont été réempruntées par des circulations verticales, comme celle du puits d’entrée de l’aven. La galerie fossile est longue de 80 m pour une largeur de 5 m et contient d'intéressants remplissages étudiés par Christophe Depambour. On y trouve des galets roulés assez gros, parfois de la taille du poing, l’ensemble des remplissages fluviatiles est recouvert par d’épais planchers stalagmitiques. À l'ouest de l'aven, dans le versant du vallon, quelques planchers stalagmitiques en place attestent du recoupement de la galerie aujourd'hui perchée quelque 600 m au-dessus du niveau de base actuel. C’est à cet endroit qu’a été ouvert un deuxième accès à la cavité.

## Histoire des explorations
Pierre Martel visite l'aven en 1948 ou 1949. Puis divers clubs, les Spéléo-clubs d'Apt et de Manosque, le Groupe spéléologique de Carpentras, effectuent des découvertes notables qui font passer la cote de -40 à -63 m. En 2003, la désobstruction d’une deuxième entrée permet de faire une traversée, équipée en via ferrata. Cette nouvelle entrée est plus commode pour le guidage spéléologique qui est pratiquée dans cette cavité.